# 劉鳳 (嘉靖己丑進士)
劉鳳（1486年—？），字鳴岐，號桐冈，應天府句容縣人，民籍，明朝政治人物。

## 生平
正德十四年（1519年）己卯科應天府鄉試第八十六名舉人。嘉靖八年（1529年）中式己丑科會試第一百三十三名，登第三甲第九十六名進士。歷官莱阳知县，升主事，卒。

## 家族
曾祖劉敬；祖父劉文；父劉邦輔，母許氏。